# Sergeya prominula
Sergeya prominula (лат.) — вид молевидных бабочек рода Sergeya из семейства Моли выемчатокрылые (Gelechiidae). Африка

## Распространение
Афротропика: ЮАР, Зимбабве.

## Описание
Мелкие молевидные бабочки, размах крыльев около 1 см (в основном от 7,8 до 9,0 мм). Sergeya prominula внешне напоминает S. korongotaji, так как у обоих видов отсутствует медиальное пятно на дорсальном крае переднего крыла. Однако у S. korongotaji торнальное пятно на 3/4 дорсума крупнее и отчетливее, чем у S. prominula. Гениталии самца S. prominula наиболее сходны с таковыми у S. hackeri, но отличаются кукуллусом, который у S. prominula не сужен в дистальных 2/3 на дорсальном крае (сужен у S. hackeri); и юкстой, простирающейся на 1/4 длины кукуллуса (простирающейся на 1/2 кукуллуса у S. hackeri). Гениталии самок S. prominula характеризуются удлиненным телом бурсы с сигнумом, представленным небольшим удлиненным склеритом, в отличие от всех других видов из рода Sergeya. Переднее крыло желтое, костальный край узко очерчен коричневым, в дистальных 3/4 пестрый с белым, коричневое пятно на 1/2 под костальным краем, бахрома серая; заднее крыло и бахрома светло-серые
Растения-хозяева и неполовозрелые стадии неизвестны. Взрослые особи были зарегистрированы с ноября по март.

## Систематика
Вид был впервые описан в 1913 году английским энтомологом Эдвардом Мейриком (1854—1938) под названием Aristotelia prominula Meyrick, 1913 по типовому материалу из Южной Африки (Transvaal). В 1950 году перенесён в состав рода Lanceopenna, а в 2024 году — в состав рода Sergeya.